# Dalla culla alla tomba

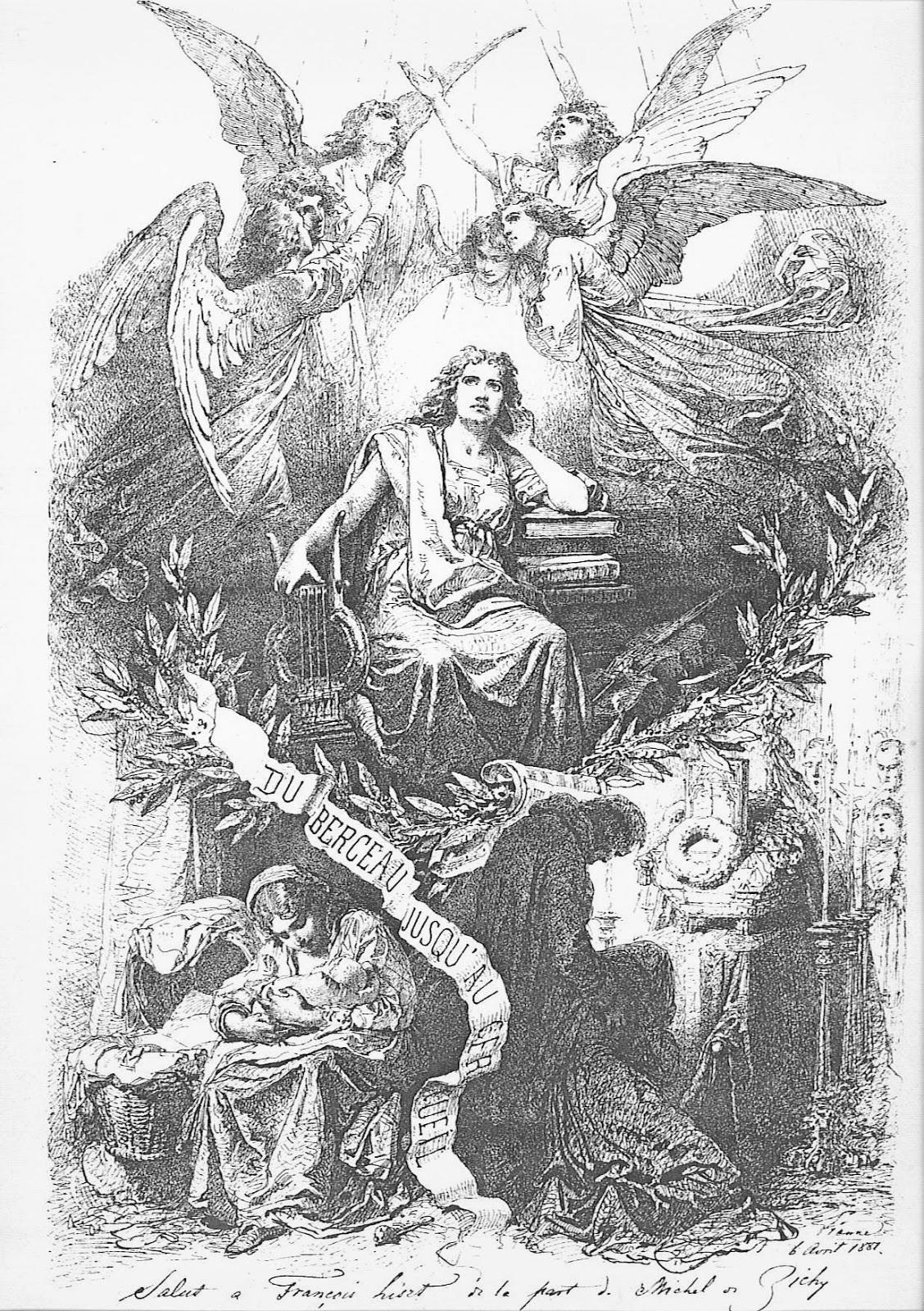
Incisione dopo il disegno di Mihály Zichy

Dalla culla alla tomba (Tedesco: Von der Wiege bis zum Grabe) S.107, è un poema sinfonico composto da Franz Liszt nel 1881, vent'anni dopo il precedente Gli ideali.
È il tredicesimo e ultimo dei suoi poemi sinfonici scritti durante il periodo di Weimar.
L'opera si ispira ad un disegno di Mihály Zichy.

## Struttura
Si compone di tre movimenti: "La culla" (Die Wiege), che ha un carattere melodico; "La lotta per la vita" (Der Kampf ums Dasein), che ha una sorprendente orchestrazione; e "Nella tomba, culla della vita dopo la morte" (Zum Grabe, die Wiege des zukunftigen Lebens) che incorpora alla fine la questione di principio, con rassegnazione malinconica.
Il supporto strumentale è definito in modo sobrio, quasi come musica da camera con violini, viole, arpe e flauti. Il tema principale appare nel secondo tempo e si trasforma in modo che solo i suoni violenti (dolente) si sentano. Il pezzo finale è armonicamente difficile da definire. Il gioco si conclude con un passaggio per violoncello solo.